# 唐年胜
唐年胜，中华人民共和国教育部长江学者特聘教授，云南大学数学与统计学院院长、教授，主要从事统计学与数据分析研究。

## 社会兼职
- 中国现场统计研究会常务理事
- 中国统计学会常务理事
- 中国概率统计学会常务理事